# Sinumelon
Sinumelon é um género de gastrópode  da família Camaenidae.
Este género contém as seguintes espécies:
- Sinumelon bednalli